# Sardostalita patrizii
Sardostalita patrizii là một loài nhện trong họ Dysderidae. Chúng được Carl Friedrich Roewer miêu tả năm 1956.:oài này chỉ được tìm thấy ở Sardinia.